# Švaljkovec
Švaljkovec is een plaats in de gemeente Sveti Križ Začretje in de Kroatische provincie Krapina-Zagorje. De plaats telt 332 inwoners (2001).